# 모소노하와이
모소노하와이(일본어: 妄想のハワイ, 망상의 하와이)는 2013년 7월 31일에 발매된  파스포☆(Passpo☆)의 10번째 싱글이다.

### 수록곡
이코노미 클래스반
1. 모소노하와이
2. 무다이
3. 모소노하와이(Instrumental)
4. 무다이(Instrumental)

비즈니스 클래스반
1. 모소노하와이
2. 무다이
3. 모소노하와이(Instrumental)
4. 무다이(Instrumental)

- 특전 모소노하와이 (Dance shot)

퍼스트 클래스 반
1. 모소노하와이
2. 무다이
3. 모소노하와이(Instrumental)
4. 무다이(Instrumental)

- 특전 모소노하와이 MV